# Asdrúbal González Serven
Asdrubal González Serven (Puerto Cabello, Venezuela, 11 de noviembre de 1939 - 25 de marzo de 2023) fue un escritor, poeta, abogado e historiador venezolano.

## Trayectoria
Abogado de profesión, con Doctorado en Derecho Sindical y Laboral, en la Universidad de Roma La Sapienza, en Italia, con especialización en el Instituto Antonio Gramci, en el área de la Investigación Científica, con fundamento en el Materialismo Histórico y Dialéctico.
En vida fue Miembro Fundador del Centro de Historia del Estado Carabobo y posteriormente Individuo de Número de la Academia de Historia del Estado Carabobo, ocupando el sillón "G".
De igual manera, fue asesor del Patrimonio Histórico, Artístico, Cultural y Ambiental de las comunidades, investigador de la cotidianidad y miembro de la Asociación Nacional de Cronistas Oficiales de Venezuela.
Durante los años 1661 a 1664 fue Presidente de la Federación de Centros Universitarios (FCU) de la Universidad de los Andes (Venezuela), Mérida. Además de fundador en los albores de la lucha pacífica, abierta, pública y legal de la Plataforma Socialista en la ciudad de Puerto Cabello, al inicio de la década de los años 70.
Durante la gestión de Henrique Salas Römer entre 1990 y 1992, Asdrúbal cumplió la labor de Secretario de Cultura del Estado Carabobo; destacándose como editor literario y promotor cultural, publicando a más de 80 autores carabobeños e inaugurando 14 casas de la cultura en la región.
En su papel como académico, tuvo un rol en la difusión y el estudio de la historia venezolana. Publicó artículos y libros académicos en el ámbito de la Historia de Venezuela, siendo estos trabajos producto de investigaciones y análisis de eventos históricos pasados y contemporáneos en Venezuela.

## Fallecimiento
Su muerte se produjo el 25 de marzo de 2023 en la sede de la Beneficencia del Carmen, un hogar de reposo ubicado en la urbanización Santa Cruz, del municipio Puerto Cabello.

## Trabajos publicados
Publicó varios libros, entre ellos: 
- Sitios y toma de Puerto Cabello, (1974).

- Bartolomé Salom o la virtud, (1975).

- Manuel Piar, (1979, 1988). ISBN 980-2120553

- La toma de Puerto Cabello, 08 de noviembre 1823. Caracas, Venezuela: Coordinación Estado Carabobo, González Serven, A. (1993).

- El anti-héroe Pedro Carujo, (1980, 1990).

- Ramón Díaz Sánchez, Elipse de una misión de saber, (1984).

- Bolívar viaja al eje de la esfera, (1986).

- La guerra de la independencia en Puerto Cabello, (1988).

- Salomniana, (1989). ISBN 980-2223263

- Harem 92, (2000).

- Por quién doblan los tambores, (2000). ISBN 978-9800771587

- Obra poética, (2000).